# Condado de Skagafjarðarsýsla
Skagafjarðarsýsla es uno de los 23 condados de Islandia. Se encuentra ubicado al norte del país y pertenece a la región de Norðurland vestra.

## Geografía
Este condado se encuentra en la zona norteña de Islandia. Los iviernos son fríos, y los veranos templados. Posee una superficie de cinco mil cuarenta kilómetros cuadrados. La altura media de Skagafjarðarsýsla es de 357 m s. n. m.. 

## Demografía
Los 5.044 kilómetros cuadrados de territorio del Condado de Skagafjarðarsýsla se encuentran poblados por unas 4.294 personas. La densidad poblacional es de 0,77 habitantes por kilómetro cuadrado.

### Municipios
Skagafjarðarsýsla se compone de los siguientes municipios:
- Akrahreppur
- Skagafjörður

### Localidades
Skagafjarðarsýsla se compone de las siguientes localidades:
| Localidad    | Altitud (m s. n. m.) | Población (2004) |
| ------------ | -------------------- | ---------------- |
| Barð         | 90,8                 | 14               |
| Fell         | 34,7                 | 9                |
| Flugumýri    | 76,8                 | 6                |
| Glaumbær     | 17,9                 | 112              |
| Goðdalir     | 199,9                | 13               |
| Hofsós       | 0,9                  | 5                |
| Haganesvík   | 0                    | 14               |
| Hof          | 33,8                 | 9                |
| Hofstaðir    | 149,9                | 36               |
| Hólar        | 136,8                | 19               |
| Hvammur      | 97,8                 | 4                |
| Keta         | 27,7                 | 2                |
| Knappstaðir  | 215,7                | 20               |
| Mælifell     | 111,8                | 14               |
| Miklibær     | 84,7                 | 9                |
| Reykir       | 58,8                 | 17               |
| Reynistaður  | 33,8                 | 75               |
| Ríp          | 13,7                 | 55               |
| Sauðárkrókur | 3,9                  | 1.566            |
| Silfrastaðir | 84,7                 | 8                |
| Víðimýri     | 99,9                 | 84               |
| Viðvík       | 114                  | 28               |